# Ein Fressen für die Geier
Ein Fressen für die Geier (Originaltitel: Two Mules for Sister Sara) ist ein US-amerikanischer Western von Don Siegel mit Shirley MacLaine und Clint Eastwood in den Hauptrollen.

## Handlung
Mexiko im Jahr 1865: Hogan, ein wortkarger amerikanischer Söldner, ist auf seinem Pferd einsam in der Wüste unterwegs. Er rettet dabei die Nonne Sara vor drei Männern, die sie vergewaltigen wollen. Zwischen Hogan und Sara entwickelt sich eine Freundschaft. Hogan findet Sara attraktiv, respektiert aber ihre Berufung als Nonne und hält sich mit Annäherungsversuchen zurück. Er wundert sich aber, dass Sara Schimpfworte benutzt und Whiskey trinkt. Beide sind an der Zerstörung der französischen Garnison in Chihuahua interessiert. Doch während Sara die Freiheit der Mexikaner im Sinn hat, ist Hogan am Goldschatz der Franzosen interessiert. Hogan hat gegen Bezahlung die Aufgabe übernommen für Juarista-Kommandant Colonel Beltran einen Plan zur Eroberung der Garnison zu entwickeln. Als die beiden in der Garnisonstadt ankommen, erfährt Hogan, dass Sara als Prostituierte tätig ist. 
Da Sara von den Franzosen wegen ihrer Juarista-Sympathien steckbrieflich gesucht wird, wird sie von Hogan zum Schein an den Kommandanten ausgeliefert, wodurch beide in die Garnison gelangen. Mithilfe einer explodierenden Piñata, die zuvor mit Dynamit gefüllt wurde, verschaffen sich die Mexikaner gewaltsam Zutritt zur Garnison und greifen das Lager aus verschiedenen Richtungen an. Hogan kann für die Mexikaner einen unterirdischen Tunnel öffnen und von innen die Rebellen unterstützen. Das Fort wird schließlich eingenommen. Hogan erbeutet den Goldschatz und hat Sex mit Sara in der Badewanne. In der Schlussszene reiten beide zusammen weg, Sara in einem auffallend roten Kleid auf einem kleinen Esel, und es deutet sich der Beginn einer nicht unproblematischen Beziehung an.

## Synchronisation
Die deutsche Fassung entstand 1969 in den Studios der Berliner Synchron GmbH. Das Dialogbuch schrieb Gerhard Vorkamp, Regie führte Dietmar Behnke.
| Darsteller       | Rolle            | Synchronsprecher |
| ---------------- | ---------------- | ---------------- |
| Clint Eastwood   | Hogan            | Rolf Schult      |
| Shirley MacLaine | Schwester Sara   | Renate Danz      |
| Alberto Morin    | General LeClaire | Klaus Miedel     |
| Manolo Fábregas  | Beltran          | Heinz Petruo     |
| David Estuardo   | Juan             | Norbert Langer   |

## Bemerkungen
Boetticher hatte die Geschichte eigentlich für seinen eigenen Film geschrieben, den er mit John Wayne und Silvia Pinal in den 1960ern verwirklichen wollte. Als Boetticher in eine Krise geriet, sah er sich gezwungen, den Stoff zu verkaufen.
Obwohl der Film eine US-amerikanisch-mexikanische Koproduktion war, sind Anleihen beim Italowestern nicht zu übersehen. Der Zynismus wie auch der besondere Humor, die Ausstattung und die Geschichte selbst sind eindeutige Belege dafür.
Ursprünglich wollte Elizabeth Taylor die Rolle der Sara spielen. Sie zeigte Eastwood das Drehbuch, als dieser 1968 in Österreich mit ihrem (damaligen) Mann Richard Burton den Film Agenten sterben einsam drehte. Paramount erschien jedoch die von Taylor geforderte Gage als zu hoch.
Der Film enthält mehrere Anachronismen: Der im Film verwendete Begriff „Dynamit“. Dieses wurde jedoch erst 1867 von Alfred Nobel erfunden. Dieser meldete seine Patente am 7. Mai 1867 in England und am 19. Oktober 1867 in Schweden an. Der Film spielt jedoch während der französischen Intervention in Mexiko, die zwischen 1861 und 1866 stattfand. Außerdem wurden sämtliche im Film gezeigten Schusswaffen (Colt Single Action Army Revolver, Winchester 1873 Saddle Ring Karabiner, Remington/Berthier Mle. 1907-15 Gewehr, Gras Mle. 1874 Gewehr, Springfield 1903 Gewehr, Colt New Service Revolver, Remington Rolling Block Gewehr und das Gatling Gun Maschinengewehr) erst nach 1866 entwickelt.
Zwei Ausschnitte der Filmmusik von Ennio Morricone – The Braying Mule und Sister Sara's Theme – wurden später in Quentin Tarantinos Django Unchained verwendet. Hans Zimmer nimmt in seinem Score für 'Sherlock Holmes: Spiel im Schatten' ebenfalls klare Anleihen bei Morricones Vorlage.
Der Film kostete rund 4 Mio. US-Dollar und spielte ca. 4,7 Mio. Dollar ein.
Der Film wurde in der Nähe von Tlayacapan im mexikanischen Bundesstaat Morelos gedreht.

## Kritiken
Joe Hembus schrieb, die Partnerschaft MacLaine-Eastwood sei „das einzig Erquickliche an dem Film“, wobei MacLaine eindeutig die bessere Rolle habe. Phil Hardy urteilte, der Film sei „ein Fehler“, „ein Fehltritt“ sowohl von Eastwood als auch von Siegel. Die Darstellerleistung von MacLaine sei „der größte Reinfall des Films“. Nicht ganz so schlecht urteilt der Evangelische Film-Beobachter: „Die dünne Geschichte ist mit etlichen einfallsreich inszenierten Abenteuern angereichert, mündet dann jedoch in die übliche unverbindlich-routiniert gefilmte Massenschlächterei. Trotz hübscher Sequenzen im ganzen nur mäßig interessant.“

## Auszeichnungen
- 1971: Laurel Award für Clint Eastwood als beste Action-Performance
- 1971: nominiert für den Laurel Award als beste weibliche Comedy-Performance (Shirley MacLaine)